# Luminox
Luminox es una marca de relojes estadounidense. Sus relojes son notables por contener insertos de tritio, proveyéndolos de luminiscencia prolongada. El tritio tiene una vida promedio de 12.3 años, por lo que la iluminación de la luz de tritio, declinara a la mitad de su valor inicial en ese tiempo.

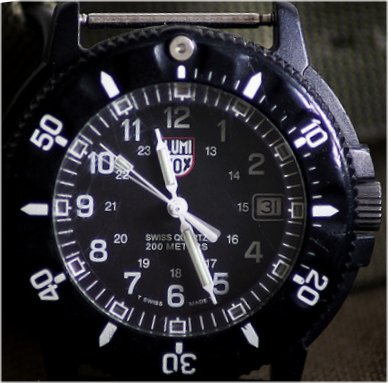
Luminox Navy Seals watch

## Historia de Luminox
Luminox también hace relojes para varios grupos militares con insignias y diseños personalizados. Entre esos están Heliswiss, el US Bobsled Team, Guardia Costera de Estados Unidos, Fuerza Aérea de los Estados Unidos,  SEALS de los Estados Unidos y otra variedad de fuerzas especiales y servicios médicos de emergencia alrededor del mundo.[cita requerida]
La marca se ha expandido a más de 30 países. Entre los modelos más populares están los diseñados utilizando elementos visuales de los aviones caza hechos por Lockheed Martin. A la fecha, Luminox ha diseñado relojes tomando como base el Lockheed SR-71, el Lockheed F-117 Nighthawk, el Lockheed Martin F-16 Fighting Falcon y el Lockheed Martin F-22 Raptor.

## Tecnología notable
Los relojes Luminox son promovidos con poseer "tecnología siempre visible". Las agujas contienen insertos de tritio que lo proveen de luminiscencia, opuesto a la fosforescencia utilizada en otros relojes, los cuales deben ser cargados por una fuente de luz.
El tritio gaseoso sufre un decaimiento beta, liberando electrones que causan, que la capa de fósforo emita luz. Durante su fabricación, un tubo de vidrio de borosilicato, que posee un recubrimiento con un compuesto de fósforo, se llena con tritio radioactivo. El tubo luego es sellado con un Láser de dióxido de carbono a la distancia deseada. Se utiliza vidrio de borosilicato por su fuerza y resistencia a quebrarse. En el tubo, el tritio provee una fuente constante de electrones debido al decaimiento beta. Estas partículas excitan el fósforo, causando que emita un bajo pero constante brillo.

## Productos
Luminox ofrece tres líneas de relojes resistentes al agua, etiquetados "Mar", "Aire" y "Tierra". Hay casos reportados de relojes falsos en circulación bajo la marca Luminox. Los reportes indican que los falsos Luminox son más brillantes que los originales y que tienen un tipo de números distintos en la esfera.